# بندزنی گرماصوتی
بَندزنی گرماصوتی (به انگلیسی: Thermosonic bonding) به‌طور گسترده برای اتصال آی‌سی‌های سیلیکونی درداخل رایانه‌ها استفاده می‌شود. الکساندر کوکولاس توسط جورج هارمن به عنوان پدر بَندزنی گرماصوتی نامیده شد، بزرگ‌ترین مرجع جهان در بَندزنی سیمی، جایی که او به انتشارات برجسته کوکولاس در کتاب خود، بَندزنی سیمی در میکروالکترونیک اشاره کرد. به دلیل قابلیت اطمینان ثابت شده بَندزنی‌های گرماصوتی، به‌طور گسترده برای اتصال واحدهای پردازش مرکزی (CPU)، که آی‌سی‌های سیلیکونی محصور شده هستند و به عنوان «مغز» رایانه‌های امروزی عمل می‌کنند، استفاده می‌شود.

## شرح

یک دیسک پیزوالکتریک زمانی که تغییر شکل داده می‌شود تولید ولتاژ می‌کند (تغییر شکل بسیار اغراق‌آمیز نشان داده شده‌است).

یک بَندزنی گرماصوتی با استفاده از مجموعه‌ای از پارامترها که شامل انرژی‌های فراصوت، حرارتی و مکانیکی (نیرو) است، تشکیل می‌شود. یک ماشین بَندزنی گرماصوتی شامل یک مبدل مغناطیسی یا پیزوالکتریک است که برای تبدیل انرژی الکتریکی به حرکت ارتعاشی استفاده می‌شود که به عنوان پیزوالکتریکی شناخته می‌شود. حرکت ارتعاشی در امتداد سیستم متصل شده حرکت می‌کند، بخشی که نوک‌تیز شده است تا به عنوان مبدل سرعت عمل کند. مبدل سرعت حرکت نوسانی را تقویت می‌کند و آن را به نوک بَندزنی گرم شده می‌رساند. این شبیه یک بَندزنی اصطکاکی است، زیرا وارد کردن انرژی فراصوت (از طریق یک ابزار بَندزنی که به صورت عمودی به مبدل فراصوت یا بوق متصل است) به‌طور همزمان یک نیرو و حرکت ارتعاشی یا مالشی را به نقاط تماس بین یک سیم اتصال از پیش گرم شده و تغییر شکل داده شده و لنت‌های یک آی‌سی سیلیکونی که روکش فلزی دارند منتقل می‌کند. تصویر پیزوالکتریک در شکل زیر قابل مشاهده است.
علاوه بر تحویل انرژی حرارتی، انتقال انرژی ارتعاشی فراصوت با برهم‌کنش در سطح شبکهٔ اتمی سیم سرب از قبل گرم شده، یک اثر نرم‌کننده فراصوت ایجاد می‌کند. این دو اثر نرم‌کننده تغییر شکل سیم سربی را با تشکیل ناحیه تماس مطلوب با استفاده از دماها و نیروهای نسبتاً پایین را به‌طور چشمگیری تسهیل می‌کند. در نتیجه عمل اصطکاکی و نرم شدن فراصوت که در سیم سرب از قبل گرم شده در طول چرخه اتصال ایجاد می‌شود، می‌توان از بَندزنی گرماصوتی برای اتصال مطمئن سیم‌های سربی با نقطه ذوب بالا (مانند طلا و آلومینیوم و مس کم هزینه) با استفاده از پارامترهای اتصال نسبتاً کم استفاده کرد. این تضمین می‌کند که شکنندگی و هزینهٔ تراشه آی‌سی با استفاده از پارامترهای مهم‌تر بَندزنی (انرژی فراصوت، دما یا نیروهای مکانیکی) در معرض شرایط بالقوه آسیب رسان قرار نگیرد؛ بنابراین، تغییر شکل سیم سرب در ناحیه تماس مورد نیاز در طول فرایند اتصال به وجود می‌آید. همان‌طور که قبلاً گفته شد، اتصال سیم گرماصوتی با استفاده از انرژی فراصوت، فشار و گرما برای اتصال سیم به سطح زیرلایه انجام می‌شود. در این فرایند مویرگ گرم نمی‌شود و دمای بستر بین ۱۰۰ تا ۱۵۰ درجه حفظ می‌شود. انفجار انرژی فراصوت باعث ایجاد بَندزنی می‌شود. قطر سیم ریز معمولاً کمتر از ۳ میل است، بنابراین مویرگ می‌تواند به اندازه کافی سیم را برای جداسازی آسان تغییر شکل دهد. در بَندزنی دوم، مویرگ یک الگوی دایره‌ای شکل مشخصی را به جا می‌گذارد که به بَندزنی هلالی معروف است.

## پس‌زمینه

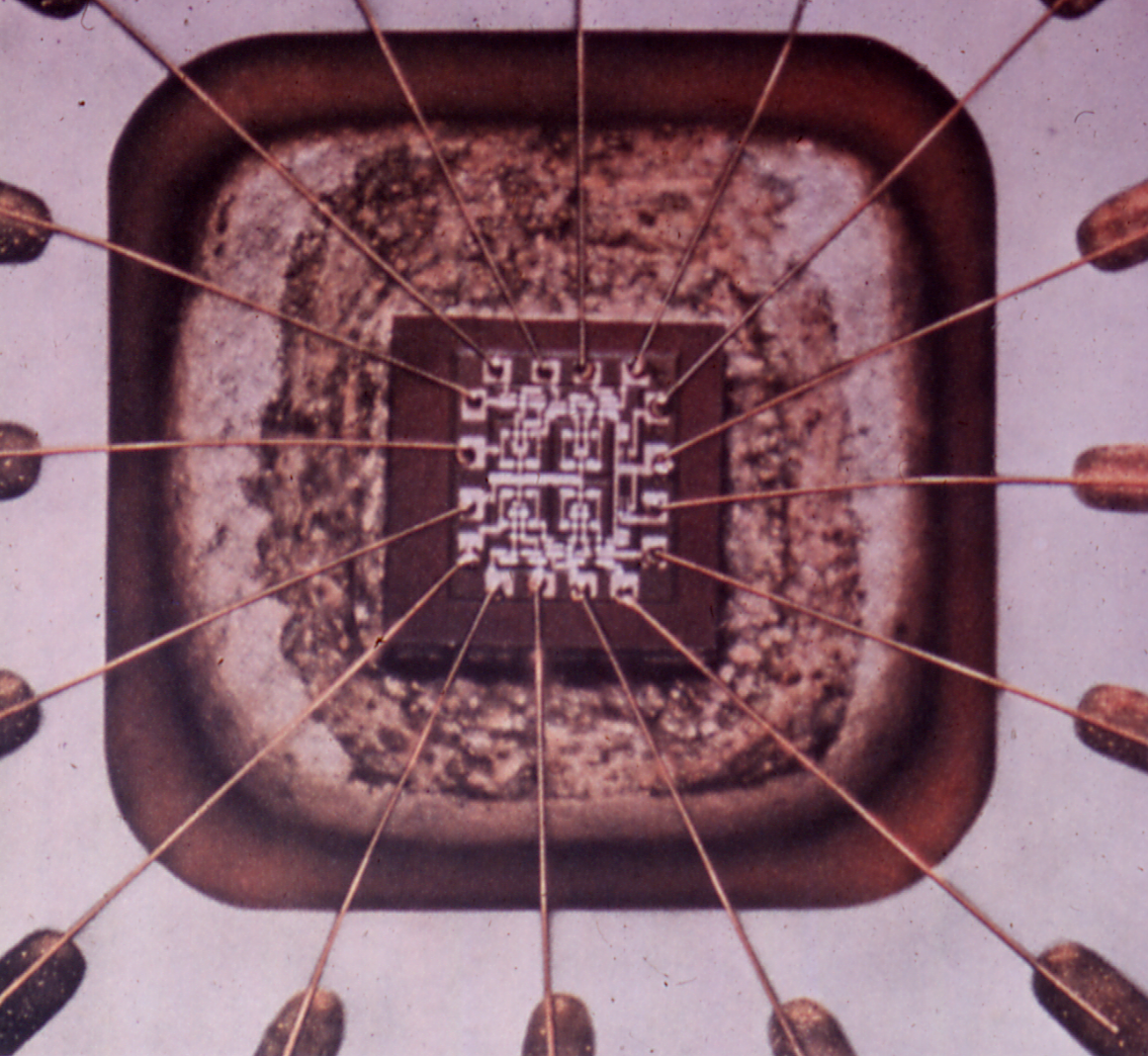
سیم‌هایی که با استفاده از بَندزنی گرماصوتی به یک آی‌سی سیلیکونی متصل می‌شوند.

در ابتدا توسط الکساندر کوکولاس به عنوان بَندزنی فراصوت با کار داغ نامیده شد؛ بَندزنی گرماصوتی در دسته بَندزنی‌های فلزی حالت جامد قرار می‌گیرد که از جفت شدن دو سطح فلزی در زیر نقطه ذوب‌شان تشکیل می‌شود. توسط کوکولاس معرفی شد که بَندزنی گرماصوتی بر قابلیت اطمینان بَندزنی بدست آمده توسط ماشین‌های بَندزنی حالت جامد تجاری موجود با پیش گرم کردن سیم سرب (و/یا تراشه سیلیکونی با روکش فلزی) قبل از معرفی یک چرخه انرژی فراصوت، به‌طور قابل توجهی بهبود یافت.
بَندزنی گرماصوتی برای اتصال طیف وسیعی از فلزات رسانا مانند آلومینیوم و سیم‌های مسی به لایه‌های نازک تانتالیوم (به انگلیسی: tantalum) و پالادیوم که بر روی لایه‌های اکسید آلومینیوم و شیشه‌ای قرار گرفته‌اند به وجود آمده است، که همگی تراشه سیلیکون با روکش فلزی را شبیه‌سازی می‌کنند. علاوه بر نرم شدن حرارتی سیم سرب، با برهم‌کنش در سطح شبکه اتمی سیم گرم شده (معروف به نرم شدن فراصوتی)، تحویل انرژی فراصوت باعث نرم شدن بیشتر می‌شود. این دو مکانیسم نرم‌کننده مستقل، بروز ترک‌خوردگی در تراشه سیلیکونی شکننده و پرهزینه را که توسط کوکولاس هنگام استفاده از ماشین‌های بَندزنی حالت جامد در دسترس تجاری قبلی مشاهده شد، حذف کردند. این بهبود به این دلیل اتفاق می‌افتد که قبل از گرم کردن و نرم‌سازی فراصوت سیم سرب، تغییر شکل را به‌طور چشمگیری کاهش می‌دهد تا ناحیه تماس مورد نیاز را با استفاده از مجموعه نسبتاً کمی از پارامترهای اتصال ایجاد کند. بسته به سطح دما و خواص مواد سیم سرب، شروع تبلور مجدد (متالورژی) یا کار داغ سیم تغییر شکل می‌تواند در حالی که در حال تشکیل ناحیه تماس مورد نیاز است، رخ دهد. تبلور مجدد در ناحیه سخت شدن کرنش سیم سرب صورت می‌گیرد. جایی که در آن به اثر نرم شدن کمک می‌کند. اگر سیم در دمای اتاق به صورت فراصوت تغییر شکل می‌داد، با سخت شدن کرنش گسترده (کار سرد) مواجه می‌شد و بنابراین تمایل به انتقال تنش‌های مکانیکی مخرب به تراشه سیلیکونی داشت.

## کاربردها
در حال حاضر، اکثر اتصالات به تراشه آی‌سی سیلیکونی با استفاده از بَندزنی گرماصوتی انجام می‌شود، زیرا دما، نیرو و زمان‌های ماندگاری کمتری نسبت به بَندزنی گرماتنجش (به انگلیسی: thermocompression bonding) استفاده می‌کند. همچنین، سطوح انرژی ارتعاشی و نیروهای کمتری نسبت به بَندزنی فراصوتی برای ایجاد ناحیه بَندزنی مورد نیاز دارد؛ بنابراین، استفاده از بَندزنی گرماصوتی، آسیب رساندن به تراشهٔ آی‌سی سیلیکونی شکننده را در طول چرخه بَندزنی از بین می‌برد. اعتماد ثابت شده به بَندزنی گرماصوتی، آن را به فرایند انتخابی تبدیل کرده است، زیرا چنین حالت‌های خرابی بالقوه می‌تواند پرهزینه باشد، چه در مرحله ساخت رخ دهد و چه بعداً، در حین میدان خرابی عملیاتی تراشه‌ای که در داخل رایانه یا هزاران دستگاه میکروالکترونیک دیگر متصل شده است شناسایی شود.
بَندزنی گرماصوتی همچنین در فرایند تراشه برگردان استفاده می‌شود که یک روش جایگزین برای اتصال الکتریکی آی‌سی‌های سیلیکونی است.
دستگاه‌های اثر جوزفسون و تداخل ابررسانا (دی‌سی اسکوئد) از فرایند بَندزنی گرماصوتی نیز استفاده می‌کنند. در این مورد، سایر روش‌های بَندزنی باعث تخریب یا حتی از بین بردن ریزساختارهای YBaCuO7 مانند میکروپل‌ها، پیوند‌هایجوزفسون و دستگاه‌های تداخل ابررسانا (DC SQUID) می‌شوند.
هنگام اتصال الکتریکی دیودهای نور گسیل با فنون‌های بَندزنی گرماصوتی، عملکرد بهبود یافته افزاره قابل مشاهده است.